# Rachid Behboudov
Pour les articles homonymes, voir Behbudov.
Rachid Behboudov (14 décembre 1915 - 9 juin 1989) était un chanteur et acteur azerbaïdjanais/soviétique. Il chantait en azéri, russe, persan, turc, arménien, hindi, ourdou et bengalî.
Son père Madjid Behbudov, originaire de la ville de Choucha au Karabakh (en azéri: Şuşa), était lui aussi chanteur. Né à Tbilissi, Géorgie, Rashid Behbudov a travaillé au théâtre philharmonique et à l'opéra d'Erevan entre 1938 et 1944. Il est allé en Azerbaïdjan après l'invitation de Tofik Kouliyev en 1945. Il est devenu populaire quand il a joué le rôle principal de Askar, le riche marchand ambulant dans le film Arshin Mal Alan ("Le colporteur de vêtements") qui était basé sur une comédie musicale de Uzeyir Hajibeyov de 1913. Pour  ce rôle on lui attribue le prix Staline de 2e classe.
Il a chanté et joué dans plusieurs pays: la Grande-Bretagne, la Finlande, l'Iran, la Turquie, la République populaire de Chine, l'Albanie, la Belgique, l'Éthiopie, l'Inde, l'Irak, le Chili et l'Argentine.
En Azerbaïdjan, son nom est lié l'histoire de la musique populaire azérie. Ses œuvres évoquent une diversité de sentiments, depuis des hymnes fiers dédiés à la Mère Patrie jusqu'à des confessions d'amour lyriques.
En 1966, il crée le Théâtre de chant soliste et devient son soliste et directeur artistique.

## Le colporteur de vêtements (Archin mal alan)
Rachid Behboudov avait presque 30 ans lorsqu'il a été choisi pour jouer le rôle principal d'Asgar. C'était la troisième fois qu'un film était tourné dans le colporteur de vêtements ("Archin Mal Alan"), basé sur la comédie musicale d'Uzeyir Hajibeyov (1885-1948). Asgar était le riche marchand qui s'était déguisé en marchandeur de vêtements juste pour avoir la chance de pénétrer dans les cours des maisons afin de pouvoir apercevoir toutes les jolies jeunes femmes et en choisir une pour son épouse.
Quand les réalisateurs se préparaient à tourner le film, l'une d'entre elles, Rza Tahmasib, avait pensé offrir à Rachid le rôle de Vali, la servante d'Asgar. Le personnage de Vali était comique, un trait qui allait de soi pour Rachid. Cependant, lors de l'audition, Tahmasib entendit Rachid chanter un air écrit pour Asgar et décida de lui donner le rôle principal. Le film a eu un tel succès qu'il a été présenté dans plus de 25 pays.

## Iran et Turquie
Rachid a souvent joué au Proche-Orient. En Iran, il était accompagné du pianiste Tchinguiz Sadikhov et du joueur de goudron Ahsan Dadachov. Il a acquis une grande popularité en Iran (en particulier dans la région de l'Azerbaïdjan iranien) parce que le deuxième groupe ethnique majeur de l'Iran est l'Azerbaïdjan. Ils étaient si populaires que leur tournée de deux semaines en Iran a duré deux mois.

Son premier concert en Turquie eut lieu en 1961 avec le talentueux violoniste Azad Aliyev. Les concerts à Ankara et à Istanbul ont également été extrêmement fructueux. Azad Charifov rapporte: 
J'ai eu la chance d'assister à l'un de ses concerts à Ankara en 1966. À cette époque, j'étais correspondant du journal "Izvestiya". C'était son dixième concert de cette tournée. La salle de concert était épuisée, mais j'ai quand même décidé d'essayer d'y aller. Heureusement, le responsable de Rachid m'a vu et m'a fait signe de le suivre en coulisses. Là je trouvai Rachid arpentant le sol. Le manager m'a averti: "Il se prépare pour aller sur scène et ne pas le déranger pour le moment." Je me tenais silencieusement comme si j'étais gelée. Soudain, Rachid leva les yeux, me reconnut et vint me prendre dans ses bras. "Où étais-tu depuis si longtemps?" Il a demandé. "Si vous saviez à quel point Bakou et ma fille me manquent. Merci mon Dieu, je reviendrai demain. Merci de votre visite. Après le concert, dînons ensemble." Je me souviens que le public turc de cette nuit connaissait tout le répertoire de Rachid par cœur et chantait avec lui.

## Amérique du Sud
Rachid était une personne sociable; il aimait se retrouver avec des amis. Lors des réunions à Moscou de l'Union des artistes, Rachid avait l'habitude de rencontrer des amis tels que le compositeur Zakir Bagirov, l'artiste Toghrul Narimanbeyov et l'artiste Taïr Salakhov.
Lors de ces réunions, Rachid racontait des histoires sur ses tournées en Amérique du Sud, 56 vols et atterrissages au total. Certains concerts ont même eu lieu à des altitudes extrêmement élevées (4 200 mètres d'altitude). Pendant l'entracte, ils lui offraient un réservoir d'oxygène au lieu de la tasse de thé habituelle.

## Inde
Rachid était également très populaire en Inde et y donna six concerts. Sa première apparition remonte à 1952. Rachid a chanté des chansons azerbaïdjanaises puis plusieurs chansons en hindi, en ourdou et en bengali. C'était une sensation. Les membres de l'auditoire lui ont dit qu'il avait chanté des chansons indiennes comme un autochtone. En Inde, il a visité Delhi, Mumbai (Bombay) et Calcutta. C'est en Inde qu'il a rencontré pour la première fois le grand acteur indien Raj Kapoor et l'actrice Nargis. Ils sont restés amis pour le reste de leur vie. Plus tard, Rachid a écrit un livre sur son voyage en Inde intitulé " Dans l'Inde lointaine ".
Un an plus tard, en 1953, Rachid est retourné en Inde avec un groupe de célèbres musiciens soviétiques. Cette fois, il revint comme un visage familier. Beaucoup de gens à travers le pays le connaissaient. À chaque concert, il était invité à chanter la chanson indienne la plus populaire à l'époque, " Inde est le meilleur pays ".

## Distinctions et récompenses
- Artiste du peuple de la RSS d'Azerbaïdjan
- Artiste du peuple de l'URSS (1959)
- Héros du travail socialiste (23 avril 1980)
- Deux ordres de Lénine (6 janvier 1976 et 23 avril 1980)
- Ordre du drapeau rouge du travail (1er février 1966)
- Ordre de l'amitié des peuples (13 décembre 1985)
- Prix Staline, 2e classe (1946) - pour son rôle dans le film Asgar "Archin Mal Alan" (1945)
- Prix d'État de la RSS d'Azerbaïdjan (1978)[8]